# Corona (Nou Mèxic)
Corona és una població dels Estats Units a l'estat de Nou Mèxic. Segons el cens del 2000 tenia 165 habitants.

## Demografia
Segons el cens del 2000, Corona tenia 165 habitants, 81 habitatges, i 46 famílies. La densitat de població era de 62,5 habitants per km².
Dels 81 habitatges en un 23,5% hi vivien nens de menys de 18 anys, en un 44,4% hi vivien parelles casades, en un 8,6% dones solteres, i en un 43,2% no eren unitats familiars. En el 37% dels habitatges hi vivien persones soles el 14,8% de les quals corresponia a persones de 65 anys o més que vivien soles. El nombre mitjà de persones vivint en cada habitatge era de 2,04 i el nombre mitjà de persones que vivien en cada família era de 2,61.
Per edats la població es repartia de la següent manera: un 20,6% tenia menys de 18 anys, un 6,1% entre 18 i 24, un 23% entre 25 i 44, un 30,3% de 45 a 60 i un 20% 65 anys o més.
L'edat mediana era de 46 anys. Per cada 100 dones de 18 o més anys hi havia 74,7 homes.
La renda mediana per habitatge era de 28.594 $ i la renda mediana per família de 33.438 $. Els homes tenien una renda mediana de 22.386 $ mentre que les dones 14.375 $. La renda per capita de la població era de 34.987 $. Aproximadament el 6,2% de les famílies i el 9,5% de la població estaven per davall del llindar de pobresa.

## Poblacions més properes
El següent diagrama mostra les poblacions més properes.